# Schloss Blumerode

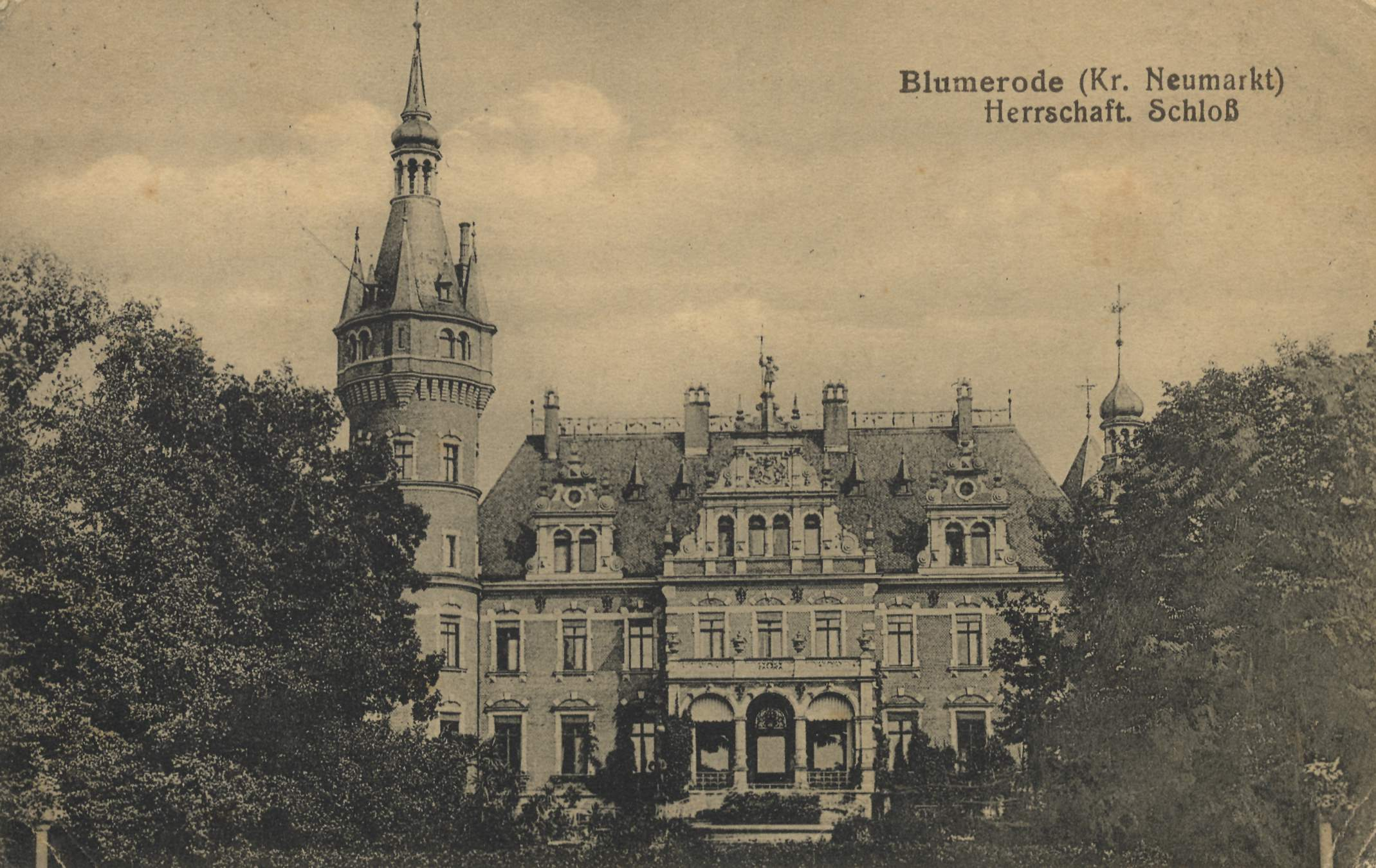
Das Schloss auf einer Postkarte von 1916

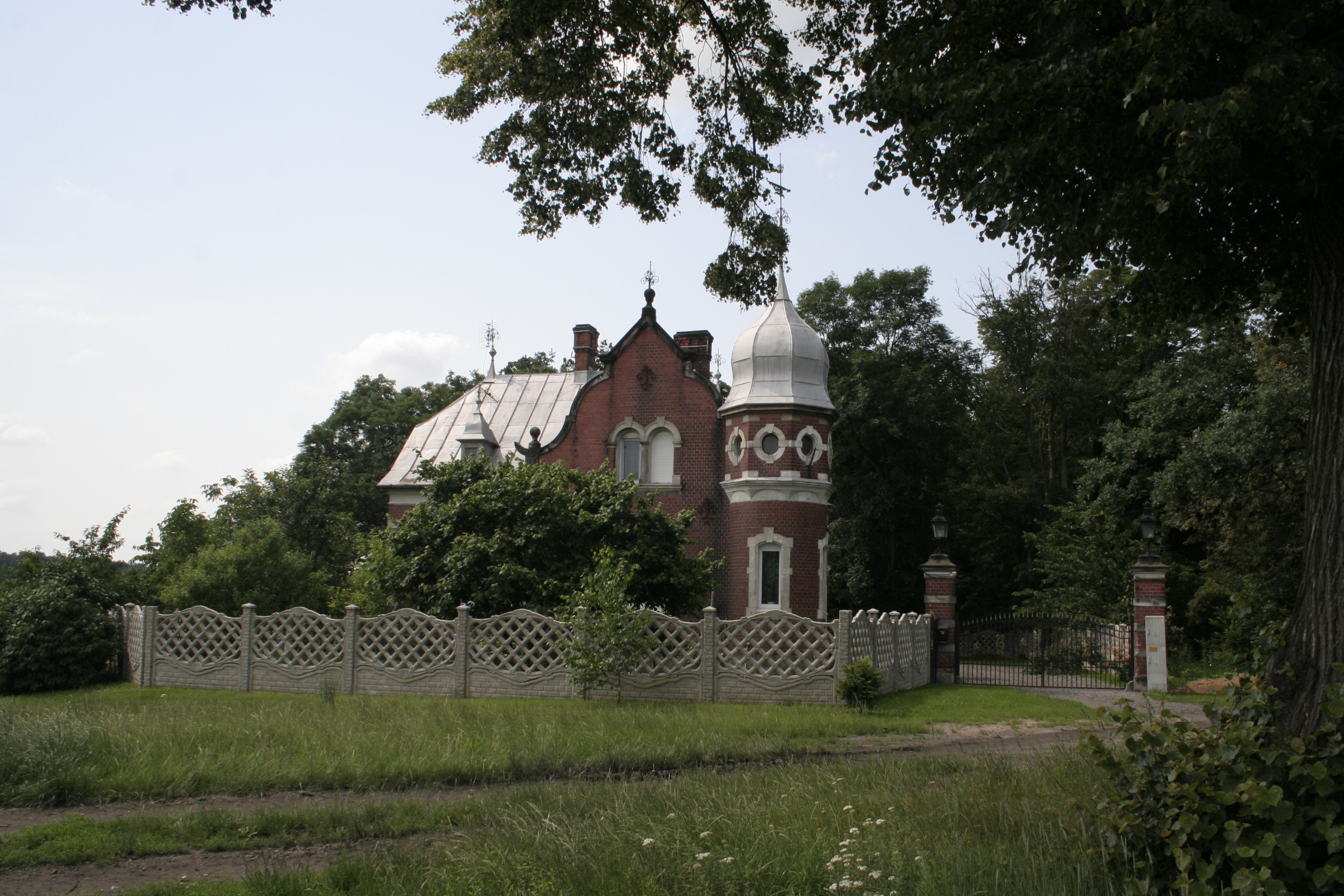
Gebäude im äußersten Südosten des zum Schloss gehörenden Parks (2009)

Schloss Blumerode (polnisch Pałac w Kwietnie) ist ein Schloss in Kwietno (deutsch Blumerode) im Powiat Średzki in der Woiwodschaft Niederschlesien in Polen.

## Geschichte
Vermutlich bestand seit dem Mittelalter im Ort ein Herrensitz. Die ersten belegten Eigentümer waren ab 1506 die Herren von Landskron, ab 1650 Friedrich Günther von Wolzogen, Hofmarschall des letzten Piastenherzogs Georg Wilhelm. Danach waren die von Bibran, von Zedlitz, die Breslauer Patrizier Rehdiger und die von Stechow Besitzer. 1845 erscheint der Polizeikommissar Ewald Müller als Herr auf Blumerode, der 1855 mit dem Prädikat "von Klobuczinski" in den Adelsstand erhoben wurde. Um 1890 erwarb Karl Scheibler, Sohn einer Textildynastie aus Łódź, das Herrenhaus und errichtete an dessen Stelle das heutige Schloss im Stil der niederländischen Neorenaissance. Im zugehörigen Landschaftspark befindet sich die Künstliche Ruine eines Jagdschlosses.
Nach dem Übergang an Polen 1945 wurde das Schloss verstaatlicht und als Verwaltungssitz einer volkseigenen landwirtschaftlichen Produktionsgenossenschaft genutzt. Nach der politischen Wende 1989 wurde die Anlage restauriert und das Dach mit Zwerchhäusern, Gauben und Schmuckschornsteinen wiederhergestellt.